# LK II
LK II (Leichter Kampfwagen II) a fost un tanc german ușor din Primul Război Mondial, dezvoltat din predecesorul său, LK I.